# Cooper Union
The Cooper Union for the Advancement of Science and Art, comumente conhecida como Cooper Union ou The Cooper Union e informalmente referida, especialmente durante o século XIX, como 'The Cooper Institute' é uma faculdade particular da Cooper Square na fronteira com o bairro de East Village, em Manhattan, Nova Iorque. Inspirada em 1830, quando Peter Cooper soube da École Polytechnique, apoiada pelo governo na França, a Cooper Union foi fundada em 1859. A escola foi construída com base em um novo modelo radical do ensino superior americano, baseado na crença fundamental do fundador Peter Cooper de que uma educação "igual às melhores escolas de tecnologia estabelecidas" deve ser acessível a quem se qualificar, independentemente de sua raça, religião, sexo, riqueza ou status social e deve ser "aberto e livre para todos".
Cooper imaginou sua escola substituindo o declínio do sistema de mestrado/aprendiz por uma forma superior de educação adequada a uma nova era. "As máquinas, em grande parte, expulsaram os antigos negócios, e a disciplina do antigo sistema de aprendizes passou. Nossos jovens nas classes industriais começam a vida sob auspícios muito diferentes". A situação era particularmente grave para as meninas que raramente tinham a vantagem do aprendizado e eram facilmente exploradas por seus empregadores, e para as "moças de refinamento e cultura geral" lançadas sobre seus próprios recursos pelas "condições e características peculiares da vida americana". "Tudo o que eu quero", lembrava-se Cooper dizendo muitas vezes, "é que essas mulheres pobres ganham uma vida decente e respeitável, e especialmente que elas devem ser impedidas de se casar com maridos maus". Fiel a seus ideais, a escola noturna do instituto era aberta para meninos e meninas e, em 1858, um ano antes da abertura oficial da Cooper Union, a Escola de Design para Mulheres de Nova Iorque foi transferida para o prédio.
A Cooper Union originalmente oferecia cursos gratuitos a seus alunos admitidos e, quando um programa de graduação de quatro anos foi estabelecido em 1902, a escola concedeu a cada aluno admitido uma bolsa integral. Após sua própria crise financeira, a escola decidiu abandonar essa política a partir do outono de 2014. Cada aluno que recebe recebe pelo menos uma bolsa de estudos com mérito, com apoio financeiro adicional da escola, que é fornecido em uma escala variável até bolsas de estudo completas (para as quais um número significativo de estudantes se qualifica), com base nas necessidades financeiras. Um decreto de consentimento mediado pelo Procurador-Geral de Nova Iorque no Supremo Tribunal de Nova Iorque e finalizado em 2015 exigia a criação de um Comitê de Educação Livre com a responsabilidade de apresentar um plano estratégico para permitir que a escola voltasse a um modelo sustentável e sem taxa de matrícula. Em março de 2018, o conselho divulgou seu plano recomendado de restabelecer as bolsas de estudos completas apenas para estudantes de graduação até o ano acadêmico de 2028-2029.
A faculdade é dividida em três escolas: a Escola de Arquitetura Irwin S. Chanin, a Escola de Arte e a Escola de Engenharia Albert Nerken. Oferece cursos de graduação e mestrado exclusivamente nas áreas de arquitetura, artes plásticas (somente graduação) e engenharia. É membro do Conselho de Credenciamento de Engenharia e Tecnologia (ABET) e da Associação de Faculdades Independentes de Arte e Design (AICAD). Para 2020, a Cooper Union foi classificada como número um na categoria Faculdades Regionais (Norte) e número um na categoria "Escola de Melhor Valor" pelo US News & World Report. Após a renúncia de Jamshed Bharucha em 2015, William Mea serviu como presidente interino da faculdade até janeiro de 2017, quando Laura Sparks se tornou a 13.ª presidente.
Até 2014, a Cooper Union era uma das poucas instituições americanas de ensino superior a oferecer uma bolsa integral — avaliada em aproximadamente 150 mil dólares a partir de 2012 — para todos os estudantes admitidos. A Cooper Union tem sido historicamente uma das faculdades mais seletivas dos Estados Unidos, com uma taxa de aceitação que normalmente era inferior a 10% antes de 2014. Em parte devido à sua taxa de aceitação de 9% para a classe de entrada do outono de 2010, a Cooper Union foi nomeada pela Newsweek como a "Escola Pequena Mais Desejada n.º 1" e "Escola Mais Desejável n.º 7" geral.

## Alunos notáveis
Os prêmios recebidos pelos ex-alunos da Cooper Union incluem um Prêmio Nobel de Física, um Prêmio Pritzker, doze prêmios Roma, 23 bolsas Guggenheim, três bolsas MacArthur, nove bolsas MacArthur, nove prêmios Chrysler de Design e três prêmios do Instituto Americano de Arquitetos Thomas Jefferson para Arquitetura Pública. A escola também possui 34 bolsistas da Fulbright desde 2001 e treze bolsas de pesquisa de pós-graduação da National Science Foundation desde 2004.